# Anafylaktický šok

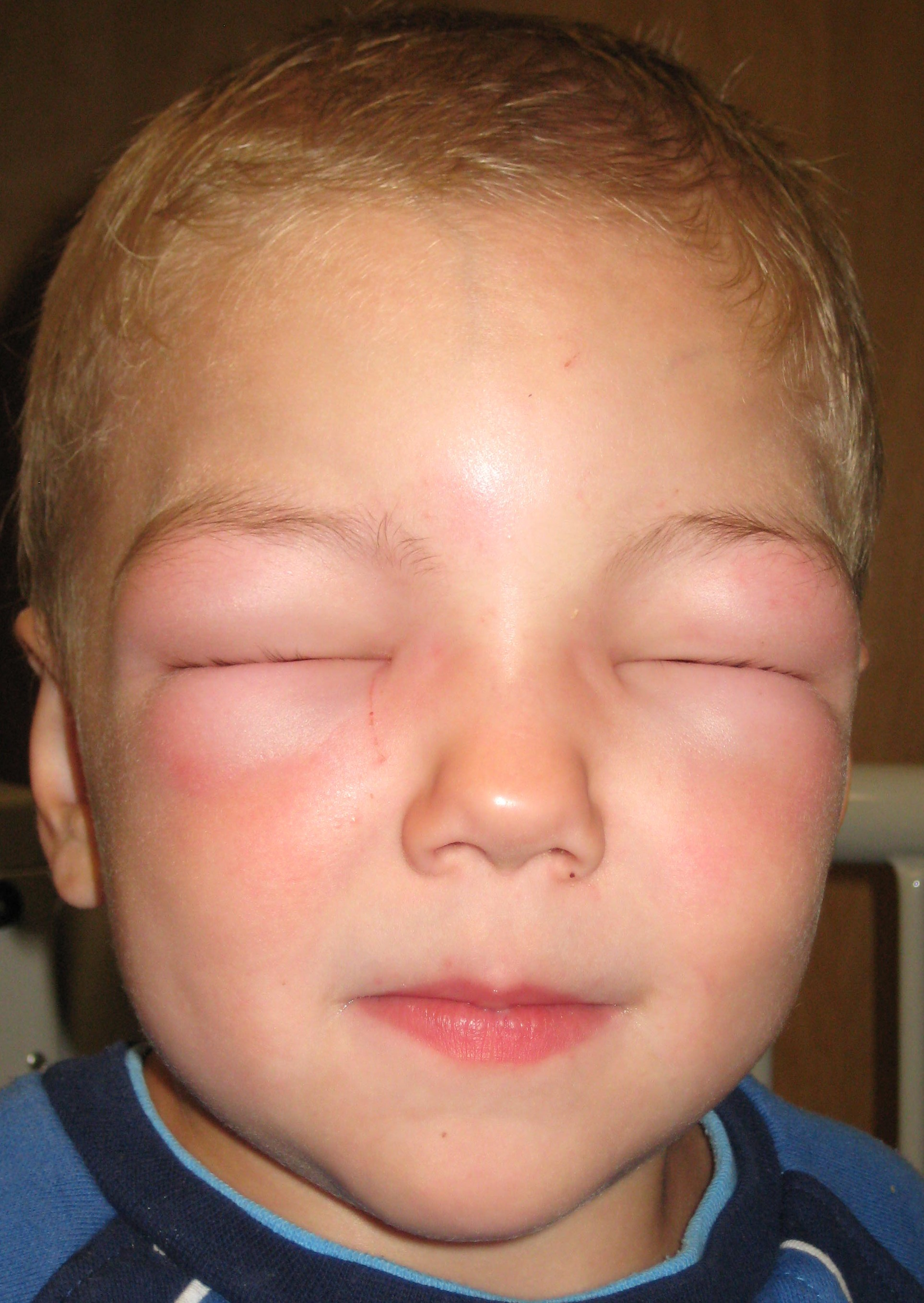
Otok obličeje angioedém na tváři chlapce, který kvůli němu není schopen otevřít oči. Jedná se o projev celotělové alergické reakce – možný projev anafylaktického šoku

Anafylaktický šok je závažnou, rychle nastupující alergickou reakcí, která může způsobit i smrt. Typicky se projevuje řadou symptomů, mezi něž patří svědivá vyrážka, dušení a nízký krevní tlak. K běžným příčinám patří bodnutí či štípnutí hmyzem nebo požití některých potravin a léků.
Anafylaktický šok je způsoben uvolněním histaminu a dalších mediátorů z bílých krvinek většinou jako reakce na alergen. Prvním nezbytným krokem je nitrosvalové podání adrenalinu, jež je doprovázeno dalšími pomocnými opatřeními. V celosvětovém měřítku se anafylaktický šok projeví u přibližně 0,05–2 % lidí.

## Příznaky

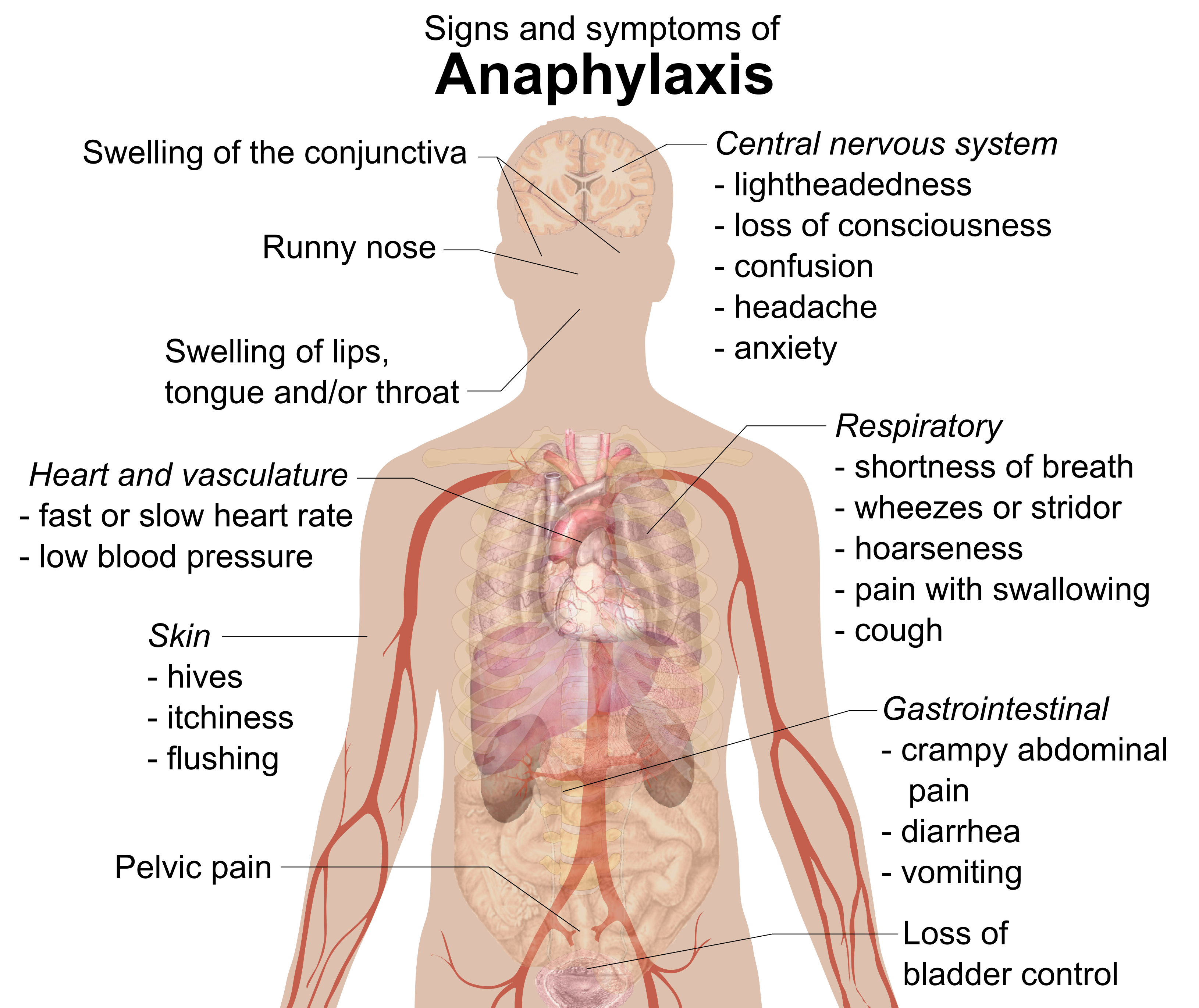
Příznaky a symptomy anafylaktického šoku

Anafylaktický šok se projevuje mnoha příznaky trvajícími po dobu několika minut až hodin; začíná od 5 do 30 minut po nitrožilní aplikaci a do 2 hodin po pozření potravin. Mezi nejčastěji zasažené oblasti patří kůže (80–90 %), dýchací soustava (70 %), trávicí soustava (30–45 %), srdce a cévní soustava (10–45 %) a centrální nervová soustava (10–15 %); obvykle jsou postiženy dvě a více oblastí.. Život ohrožující je především dušení a pokles krevního tlaku.

### Kůže

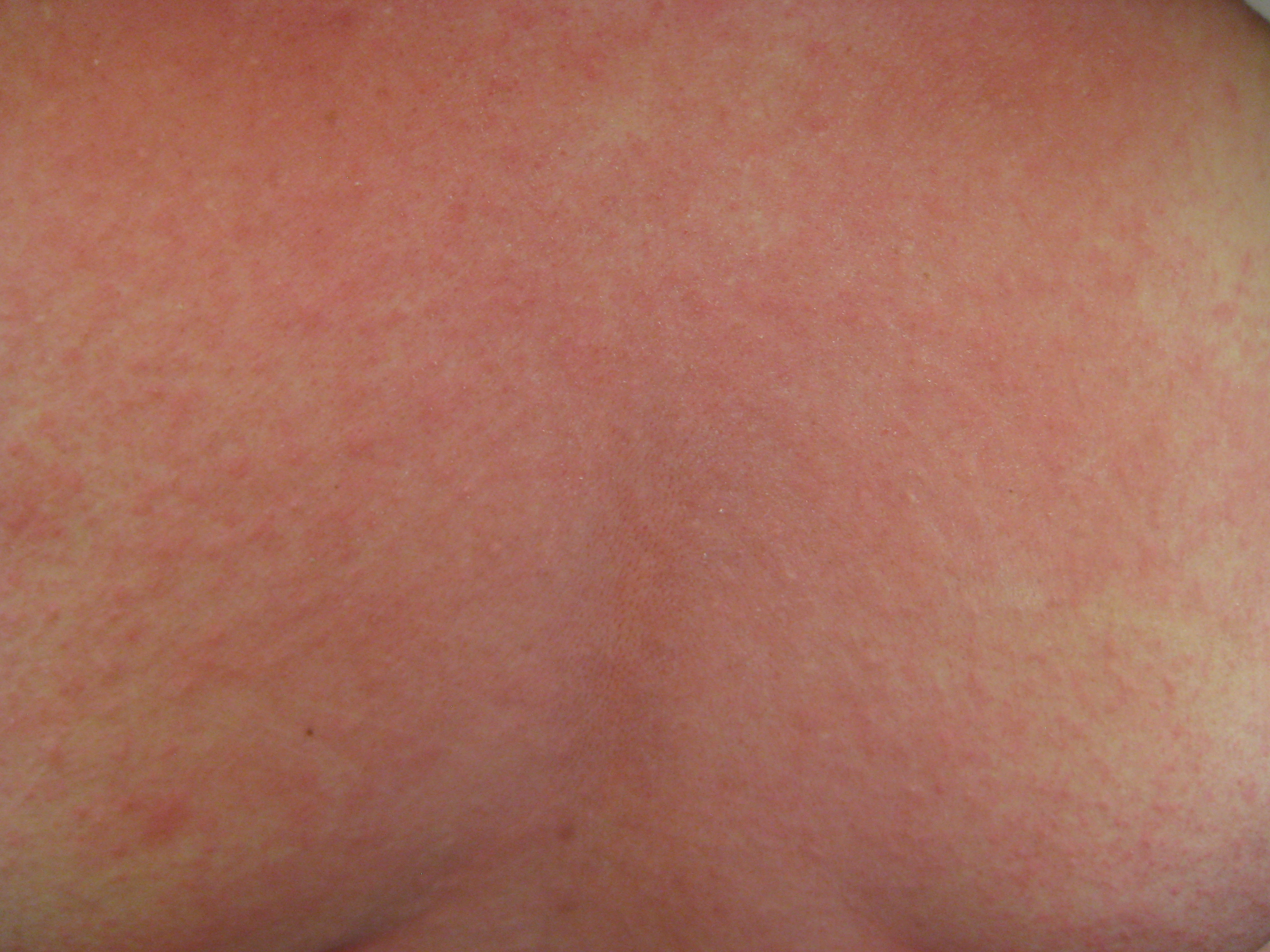
Kopřivka a zarudnutí na zádech osoby, která utrpěla anafylaktický šok

Mezi typické symptomy patří kopřivka postihující celé tělo, svědění a zčervenání či otok rtů. Tyto symptomy mohou u pacientů trpících otokem nebo angioedémem vyvolat spíše pocit pálení kůže než svědění. K otoku jazyka či hrdla dochází přibližně ve 20 % případů. V dalších případech se může objevit rýma a otok spojivek. Rovněž může dojít ke zmodrání kůže v důsledku nedostatku kyslíku.

### Dýchací soustava
Vlivem změny průsvitu dýchacích cest dochází ke zhoršení dýchání, sípání či stridoru. Sípání je obvykle zapříčiněno křečemi průduškových svalů, zatímco stridor souvisí s ucpáním horních cest dýchacích v důsledku otoku. Pacient může také trpět chrapotem, bolestivým polykáním či kašlem.

### Krevní oběh
Při anafylaktickém šoku dochází k roztažení většiny cév, úniku tekutiny do tkání a tím k poklesu krevního tlaku. Zatímco ke zvýšení tepové frekvence běžněji dochází v důsledku nízkého krevního tlaku, u 10 % případů je popisován Bezold-Jarischův reflex, kdy je také zpomalení srdeční frekvence dáváno do souvislosti s nízkým krevním tlakem. Pokles krevního tlaku nebo šok (buď distributivní nebo kardiogenní) může způsobit pocit závrati nebo ztrátu vědomí. Ojediněle může být velmi nízký krevní tlak jediným příznakem anafylaktického šoku.
Následkem anafylaktického šoku může docházet ke spasmu koronární tepny s následným infarktem myokardu, k arytmii či zástavě srdce. U osob s onemocněním srdce je riziko srdeční zástavy vlivem anafylaktického šoku vyšší. Koronární spasmus souvisí s přítomností buněk uvolňujících histamin v srdci.

### Ostatní
Symptomy postihující zažívací a trávicí trakt mohou zahrnovat křečovitou bolest břicha, průjem a zvracení. Může docházet ke zmatenosti, ztrátě kontroly močového měchýře nebo k bolestem v pánevní oblasti podobným děložním křečím. Rozšíření cév mozku může vést k bolestem hlavy. Rovněž jsou popisovány pocity úzkosti nebo „blížící se zkázy“.

## Příčiny
K anafylaktickému šoku může dojít v reakci na téměř jakoukoli cizí látku. Mezi běžné spouštěcí faktory patří jed při bodnutí či štípnutí hmyzem, potraviny a léky. Potraviny jsou nejběžnějším spouštěcím faktorem u dětí a mladých dospělých osob, zatímco léky a bodnutí či štípnutí hmyzem jsou častější u starších dospělých. Mezi méně běžné příčiny patří fyzické faktory, biologické činitele (například sperma), latex, hormonální změny, přísady do potravin (například glutamát sodný), potravinářská barviva a místně aplikované léky. Fyzické faktory, jako například cvičení (cvičením vyvolaný anafylaktický šok) nebo teplota (horko či chlad), mohou rovněž působit jako spouštěcí faktory prostřednictvím přímého účinku na mastocyty. Případy anafylaxe vyvolané cvičením jsou často spojovány s požitím určitých potravin. U 32–50 % případů zůstává příčina neznámá; v takovém případě hovoříme o „idiopatické anafylaxi“.

### Potraviny
Anafylaktický šok může být spuštěn mnoha potravinami a může k němu dojít i při první konzumaci těchto potravin. Potraviny, které jsou běžnými spouštěcími faktory, se různí v závislosti na geografické poloze. V západních kulturách je převažující příčinou anafylaktického šoku požití burských oříšků, pšenice, ořechů, korýšů a měkkýšů, ryb, mléka a vajec či vystavení těmto potravinám. Sezam je běžným spouštěcím faktorem na Středním východě, zatímco rýže a cizrna jsou častou příčinou anafylaktického šoku v Asii. Závažné případy obvykle nastávají v důsledku požití alergenu, u některých osob je ale prudká reakce vyvolána i pouhým kontaktem. Děti se mohou alergie v průběhu vývoje zbavit. 80 % dětí s anafylaktickou reakcí na mléko či vejce a 20 % dětí s prodělaným anafylaktickým šokem v důsledku požití burských oříšků je do 16 let věku schopno tyto potraviny tolerovat.

### Léky
Anafylaktický šok může potenciálně způsobit každý lék. Mezi nejběžnější patří beta-laktamová antibiotika (například penicilin), aspirin a NSAID.
Anafylaktická reakce na ostatní antibiotika je méně častá a reakce na NSAID závisí na typu činitele, což znamená, že pokud je osoba alergická na jeden typ léku NSAID, jiný typ obvykle toleruje. Mezi další relativně běžné příčiny patří chemoterapie, vakcíny, protaminy a bylinné přípravky. Některé léky (mimo jiné vankomycin, morfin, RTG kontrastní látky) způsobují anafylaktický šok přímo spuštěním degranulace mastocytů.
Během anestézie jsou nejběžnějšími příčinami anafylaxe periferní myorelaxancia, antibiotika a latex.
Četnost reakce na látku závisí částečně na četnosti jejího užití a částečně na jejích vnitřních charakteristikách. Anafylaktická reakce na peniciliny nebo cefalosporiny se objevuje pouze po jejich navázání na proteiny v těle, přičemž některé látky se vážou snadněji než jiné. Anafylaktická reakce na penicilin se projevuje v jednom ze 2 000 až 10 000 případů léčby, přičemž ke smrti dochází u méně než jednoho z 50 000 případů. Anafylaktická reakce na aspirin a NSAID se objevuje přibližně u jedné osoby z 50 000. Pokud je u osoby zaznamenána anafylaktická reakce na peniciliny, riziko reakce na cefalosporiny je vyšší, stále však menší než 1 : 1 000. V minulosti užívané RTG kontrastní látky vyvolávaly reakci v 1 % případů, zatímco novější látky s nižší osmolaritou způsobují reakci pouze v 0,04 % případů.

### Jed
U citlivých osob může anafylaktický šok vyvolat i jed bodavého a kousavého hmyzu, jako jsou například blanokřídlí (včely a vosy) nebo příslušníci podčeledi Triatominae (ploštice zákeřnice). Předchozí reakce v rozsahu závažnějším než jen místní reakce v okolí bodnutí jsou pro příští anafylaktický šok rizikovým faktorem; u poloviny úmrtí však k žádné předchozí rozsáhlejší reakci nedošlo.

### Rizikové faktory
U osob s atopickými onemocněními, jako je například astma, ekzém nebo alergická rýma, existuje vysoké riziko anafylaktického šoku z potravin, latexu a RTG kontrastních látek, ne však z nitrožilně aplikovaných léků nebo bodnutí hmyzem. Jistá studie prokázala, že 60 % dětí v minulosti trpělo atopickými onemocněními a že více než 90 % dětí, které zemřely na anafylaktický šok, mělo astma. Vyšší riziko je prokázáno u osob s mastocytózou či u osob s vyšším socioekonomickým postavením. Čím delší je doba od posledního vystavení rizikové látce, tím je riziko nižší.

## Mechanismus vzniku
Anafylaktický šok je prudkou alergickou reakcí s rychlým nástupem postihující řadu orgánových soustav lidského těla. Dochází k němu v důsledku uvolnění mediátorů zánětu a cytokinů z mastocytů a bazofilů, typicky v důsledku imunologické reakce.
V rámci této imunitní reakce se imunoglobulin E (IgE) váže na antigen (cizí látka, která vyvolává alergickou reakci). Na antigen navázaný IgE poté aktivuje receptory FcεRI mastocytů a bazofilů. To vede k uvolnění mediátorů zánětu, jako je například histamin. Tyto mediátory následně zvyšují kontrakce hladkého svalstva průdušek, spustí vazodilataci, zvýší únik tekutin z cév a způsobí stlačení srdečního svalu. Existuje rovněž imunologický mechanismus, který není založen na IgE, není však známo, zda se projevuje i u lidí.
Anafylaktický šok může mít i neimunologické mechanismy – související s látkami, které přímo způsobují degranulaci mastocytů a bazofilů. Mezi takové činitele patří například kontrastní látky, opioidy, teplota (horko či chlad) a vibrace.

## Diagnóza
Anafylaktický šok se liší od těžké alergické reakce selháním dechu (dušení) a/nebo oběhu (nízký krevní tlak). Pokud se v rámci minut/hodin po vystavení alergenu projeví kterýkoliv z následujících příznaků, hrozí rozvinutí anafylaktického šoku:
1. otoky pokožky nebo slizniční tkáně omezující dýchání
2. dušnost způsobená stažením průdušek (obraz astmatického záchvatu)
3. nízký krevní tlak způsobující mdlobu či trvalé bezvědomí

Tyto život ohrožující příznaky mohou být doprovázeny běžnými, nepříliš závažnými projevy alergie – kožní a slizniční vyrážky a/nebo trávicí příznaky (bolest břicha, zvracení, průjem).
Pro diagnostikování anafylaktického šoku v důsledku štípnutí hmyzem nebo požití léků mohou být užitečné krevní testy na tryptázu nebo histamin (uvolňovaný z mastocytů). Tyto testy však mají pouze omezené využití; je-li příčinou šoku požití potravin nebo má-li osoba normální krevní tlak, diagnózu nemohou určit přesně.

### Klasifikace
Existují tři hlavní klasifikace anafylaktického šoku. Anafylaktický šok je spojován se systémovou vazodilatací, jež má za následek nízký krevní tlak; ten je a priori o 30 % nižší než běžný krevní tlak pacienta nebo se pohybuje pod standardní hodnotou. Bifázická anafylaxe je recidiva symptomů do 1–72 hodin bez dalšího vystavení organismu alergenu. Údaje o četnosti se liší, některé studie uvádějí bifázickou anafylaxi až ve 20 % případů. K recidivě obvykle dochází do 8 hodin. Léčba probíhá stejným způsobem jako u anafylaktického šoku. Pseudoanafylaktická reakce nebo anafylaktoidní reakce jsou typem anafylaxe, který nesouvisí s alergickou reakcí, nýbrž s přímou degranulací mastocytů. Pojmem v současné době používaným Světovou alergologickou organizací je anafylaxe vyvolaná neimunologickým mechanismem (non-immune anaphylaxis), přičemž platí doporučení starou terminologii nadále nepoužívat.

### Testy na alergie

Test kožní alergie prováděný na pravé ruce

Alergologické testy mohou pomoci při určování spouštěcích faktorů. Intradermální kožní testy či epikutánní kožní testy jsou k dispozici pro některé potraviny a jedy. Krevní testy zaměřené na konkrétní IgE mohou být užitečné při potvrzování alergií na mléko, vejce, burské oříšky, ořechy a ryby. Kožní testy je možno využít i pro potvrzení alergie na penicilin, nikoli však na ostatní léky. Neimunologické formy anafylaxe mohou být určeny pouze na základě anamnézy nebo vystavení dotyčnému alergenu, ne však kožními či krevními testy.

### Diferenciální diagnóza
V některých případech může být obtížné odlišit anafylaktický šok od astmatu, synkopy a záchvatů paniky. U astmatu se však obvykle neprojevuje svědění nebo gastrointestinální symptomy, pro synkopu je charakteristická spíše bledost než vyrážka a u záchvatu paniky sice dochází ke zčervenání, nikoli však ke kopřivce. Mezi další podobně se projevující stavy patří otrava rybím masem a parazitární onemocnění hlístem Anisakis simplex.
U osoby, která zemřela na následky anafylaktického šoku, může pitva ukázat „prázdné srdce“, což lze přičítat sníženému žilnímu návratu následkem vazodilatace a redistribuci intravaskulárního objemu z centrální do periferní komory. Dalšími příznaky jsou otok hrtanu, eozinofilie plic, srdce a tkání a hypoperfuze myokardu. Laboratorní nálezy mohou odhalit zvýšenou hladinu sériové tryptázy a celkově zvýšenou hladinu sérového IgE.

## Prevence
Lidem ohroženým anafylaxí se doporučuje vyhýbat se spouštěcím faktorům anafylaktického šoku. V případech, kdy to možné není, může být vhodnou volbou desenzibilizace. Imunoterapie využívající jedu blanokřídlých je u 80–90 % dospělých a u 98 % dětí účinná jako desenzibilizace proti alergiím na včely, vosy, sršně, vosy útočné a tzv. ohnivé mravence. Orální imunoterapie může být účinná při desenzibilizaci některých lidí na určité potraviny obsahující mléko, vejce, ořechy a burské oříšky; běžně se při ní ale vyskytují nežádoucí účinky. Desenzibilizace je rovněž možná u mnoha léků, většině lidí se však doporučuje, aby se dotyčné látce jednoduše vyhýbali. V případech alergické reakce na latex může být důležité vyhýbat se zkříženě reaktivním potravinám, jako jsou (mimo jiné) avokádo, banány a brambory.
Osobám náchylným k anafylaktickému šoku se doporučuje mít připravený „alergický akční plán“; rodiče by rovněž měli informovat školu o alergii svého dítěte a o tom, jak v případě anafylaktického šoku postupovat. Akční plán obvykle zahrnuje použití autoinjektoru s adrenalinem (viz obrázek níže), doporučení nosit identifikační náramek se zdravotními informacemi a rady o tom, jak se vyhýbat spouštěcím faktorům. Imunoterapie je dostupná pro určité typy spouštěcích faktorů s cílem zabránit budoucím příhodám anafylaxe. Víceletá subkutánní desenzibilizace je účinná proti bodavému hmyzu, zatímco orální desenzibilizace funguje u mnoha druhů potravin.

## Léčba
Anafylaktický šok je náhlá příhoda, která může vyžadovat resuscitační opatření, jako například udržení průchodnosti dýchacích cest, dodatečný přísun kyslíku, vysoký objem nitrožilních tekutin a bedlivé pozorování pacienta. Podání adrenalinu je možné společně s antihistaminiky a steroidy často používanými jako doplňkové léčebné látky. Nemocným se po návratu k normálu doporučuje zůstat v nemocnici na pozorování po dobu 2 až 24 hodin kvůli obavám z možné bifázické anafylaxe.

### Adrenalin

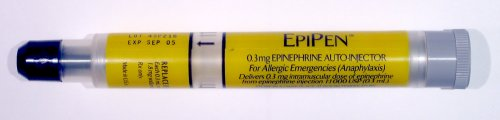
Stará verze injekčního pera EpiPen

Adrenalin (též epinefrin) je základním prostředkem léčby anafylaktického šoku bez absolutní kontraindikace jeho použití. Při důvodném podezření na anafylaktický šok se doporučuje aplikovat roztok adrenalinu nitrosvalově do boku stehna. Pokud je reakce nedostatečná, je možné aplikaci injekcí opakovat každých 5 až 15 minut. Druhá dávka je potřeba v 16 až 35 % případů, více než dvě dávky jsou nutné jen ojediněle. Intramuskulární způsob aplikace je preferován před subkutánním podáním, protože u toho může dojít k opožděnému vstřebávání. Méně závažné nežádoucí účinky adrenalinu zahrnují třes, úzkost, bolesti hlavy a palpitace.
Osoby užívající beta-blokátory mohou být vůči účinkům adrenalinu odolné. Pokud je v takové situaci adrenalin neúčinný, lze nitrosvalově či nitrožilně podat glukagon, jehož mechanismus působení je na beta-blokátorech nezávislý.
V nezbytném případě je možné podat adrenalin rovněž nitrožilně ve formě zředěného roztoku. Nitrožilní adrenalin má vyšší riziko arytmií a zřídka i infarktu myokardu. Autoinjekční adrenalinové pero se používá k aplikaci léku obvykle ve dvou odlišných provedeních – (1) dávka pro dospělé či děti vážící více než 25 kg a (2) nižší dávka pro děti vážící od 10 do 25 kg.

### Doplňková léčba
Ačkoli jsou antihistaminika (H1 a H2) běžně používána a teoreticky považována za účinná, toto tvrzení není dostatečně podpořeno důkazy. Cochranova databáze v hodnocení z roku 2007 nenalezla žádné kvalitní studie, na jejichž základě by bylo možné vyslovit doporučení jejich použití v případech anafylaxe a není jim ani přisuzována účinnost v případě edému a křečí dýchacích cest. Kortikosteroidy nemají pravděpodobně na anafylaktický šok vliv, mohou však být aplikovány ve snaze o snížení rizika bifázické anafylaxe. Jejich profylaktická účinnost v těchto situacích je nejistá. Nebulizovaný salbutamol může být účinný u křečí průduškového svalstva, které se nepodařilo vyřešit pomocí adrenalinu. Methylenová modř se používá u osob, které nereagují na ostatní opatření, a to v důsledku jejího předpokládaného účinku na uvolnění hladkého svalstva.

### Prognóza
U osob, u nichž je známa příčina anafylaktického šoku a jimž je poskytnuta okamžitá léčba, je prognóza dobrá. To obecně platí i v případě neznámé příčiny, kdy jsou dostupné vhodné preventivní léky. Pokud dojde k úmrtí, je tomu tak obvykle v důsledku respiračních (typicky asfyxie) nebo kardiovaskulárních příčin (šok), přičemž úmrtím končí 0,7–20 % případů. Jsou známy i případy úmrtí, ke kterým došlo v řádu minut. Výsledky u cvičením vyvolané anafylaxe jsou obvykle dobré; čím jsou lidé starší, tím klesá četnost i závažnost těchto příhod.

## Epidemiologie
Četnost výskytu anafylaktického šoku literárně odlišná, udává se je 4–5 osob na 100 000 osob ročně, přičemž celoživotní riziko je 0,5–2%. Zdá se, že tato čísla rostou – četnost výskytu v 80. letech 20. století byla přibližně 20 osob na 100 000 osob za rok, zatímco v 90. letech 20. století to bylo 50 osob na 100 000 osob za rok. K navýšení dochází podle všeho zejména u anafylaktického šoku vyvolaného potravinami. Riziko je největší u mladých lidí a u žen.
V současné době vede anafylaktický šok k 500–1000 úmrtí ročně (2,4 osoby na milión osob) ve Spojených státech, k 20 úmrtím ročně ve Spojeném království (0,33 osob na milión osob) a k 15 úmrtím ročně v Austrálii (0,64 osob na milión osob). Úmrtnost se mezi 70. lety 20. století a prvním desetiletím 21. století snížila. V Austrálii umírají na následky anafylaktického šoku vyvolaného potravinami zejména ženy, zatímco u mužů jsou to hlavně následky anafylaktické reakce na bodnutí hmyzem. K úmrtí dochází nejběžněji v důsledku anafylaktického šoku vyvolaného léky.
Podle „hygienické hypotézy“ je nárůst alergií způsoben nedostatečným vystavením se infekčním činitelům, symbiotickým mikroorganismům (např. střevní flóře nebo probiotikům) a parazitům v raném dětství. Utlumením vývoje imunitního systému se zvyšuje náchylnost k alergickým onemocněním.

## Historie názvu anafylaxe
Výraz „afylaxe“ poprvé použil Charles Richet v roce 1902, později však výraz změnil na „anafylaxe“ z důvodu lepší výslovnosti. Za jeho práci o anafylaxi mu byla v roce 1913 udělena Nobelova cena za fyziologii a lékařství. Samotný jev je však popisován již od starověku. Výraz pochází z řečtiny, ze slov ἀνά ana, proti, a φύλαξις fylaxe, ochrana.